# جایزه هوگو برای بهترین داستان کوتاه
جایزه هوگو برای بهترین داستان کوتاه (انگلیسی: Hugo Award for Best Short Story) یکی از جوایز هوگو است که هر سال به بهترین داستان علمی-تخیلی که در سال پیش به زبان انگلیسی نوشته یا ترجمه شده باشد، داده می‌شود. این جایز برای داستان‌هایی است که کمتر از ۷۵۰۰ واژه داشته باشند.

جایزه بهترین داستان کوتاه هوگو، از سال ۱۹۵۵ هرساله داده شده‌است. (به جز سال ۱۹۵۷). در میان سال‌های ۱۹۶۰ تا ۱۹۶۶ این جایزه به جای بهترین داستان کوتاه با عنوان بهترین داستان اعطا می‌شد.

## برندگان
برخی از برندگان این جایزه در جدول زیر آمده‌است:
| سال  | نویسنده          | نام داستان                   |
| ---- | ---------------- | ---------------------------- |
| ۱۹۵۵ | اریک فرانک راسل  | آلاماگوسا                    |
| ۱۹۶۰ | دنیل کیز         | گل‌هایی به یاد الجرنون        |
| ۱۹۶۸ | هارلن الیسون     | دهانی ندارم و باید جیغ بکشم  |
| ۱۹۷۴ | اورسولا لو گویین | کسانی که از خیر املاس گذشتند |
| ۲۰۰۵ | مایک رزنیک       | سفرهایی به همراه گربه‌هایم    |

از سال ۱۹۹۶ مقرر شد که برای داستان‌هایی که تا ۱۰۰ سال پیش از سال فعلی منتشر شده باشند بتوان جایزه اعطا کرد. جدول زیر دربرگیرنده برخی از این جوایز است:
| سال جایزه | سال انتشار | نویسنده         | نام داستان         |
| --------- | ---------- | --------------- | ------------------ |
| ۲۰۰۱      | ۱۹۵۱       | دیمن نایت       | خدمت به انسان      |
| ۲۰۰۴      | ۱۹۵۴       | آرتور سی. کلارک | نه میلیارد نام خدا |